# Palacio Hempstead
El palacio Hempstead, también conocido castillo Gould, es una gran propiedad situada en Sands Point, Nueva York, Estados Unidos. El castillo mide 68,58 m de largo, 41,15 m de ancho y presenta tres plantas con un total de 40 habitaciones. El Palacio Hempstead en su mejor momento fue considerado una de las mejores urbanizaciones de la Costa de Oro (North Shore, Long Island).
Howard Gould, hijo del magnate del ferrocarril Jay Gould, comenzó la construcción del edificio después de la adquisición del terreno en 1900. Inicialmente, el plan era construir un castillo que iba a ser una réplica del castillo de Kilkenny (Irlanda). Tras la finalización de este palacio en 1912, la familia Gould vendieron la finca a Daniel Guggenheim. Tras la compra de la finca, el nombre de la casa principal fue cambiado a Hempstead House (los establos de piedra caliza y las viviendas de los sirvientes todavía se conocen con el nombre de Castillo Gould). En 1917, los Guggenheim donaron la finca al Instituto de Ciencias Aeronáuticas. Poco después de la adquisición de la finca, el instituto fue vendido a la Marina de Estados Unidos. El gobierno de Estados Unidos declaró la propiedad como excedente y, finalmente, dio la escritura de la propiedad al condado de Nassau, Nueva York, en 1971.

## Películas
Una serie de famosas películas se han filmado en el Palacio Hempstead. Algunas de estas cintas son: Scent of a Woman, Malcolm X y Grandes esperanzas.